# أمبوتريكس (آن)
أمبوتريكس (بالفرنسية: Ambutrix)‏ هي بلدية فرنسية تقع في إقليم الآن في فرنسا. رمز إنسي لها هو:1008. أما الرمز البريدي لها فهو: 1500.

## المناخ
يظهر الجدول التالي التغييرات المناخية على مدار السنة لأمبوتريكس:
| البيانات المناخية لـأمبوتريكس                                                   | البيانات المناخية لـأمبوتريكس | البيانات المناخية لـأمبوتريكس | البيانات المناخية لـأمبوتريكس | البيانات المناخية لـأمبوتريكس | البيانات المناخية لـأمبوتريكس | البيانات المناخية لـأمبوتريكس | البيانات المناخية لـأمبوتريكس | البيانات المناخية لـأمبوتريكس | البيانات المناخية لـأمبوتريكس | البيانات المناخية لـأمبوتريكس | البيانات المناخية لـأمبوتريكس | البيانات المناخية لـأمبوتريكس | البيانات المناخية لـأمبوتريكس |
| الشهر                                                                           | يناير                         | فبراير                        | مارس                          | أبريل                         | مايو                          | يونيو                         | يوليو                         | أغسطس                         | سبتمبر                        | أكتوبر                        | نوفمبر                        | ديسمبر                        | المعدل السنوي                 |
| ------------------------------------------------------------------------------- | ----------------------------- | ----------------------------- | ----------------------------- | ----------------------------- | ----------------------------- | ----------------------------- | ----------------------------- | ----------------------------- | ----------------------------- | ----------------------------- | ----------------------------- | ----------------------------- | ----------------------------- |
| متوسط درجة الحرارة الكبرى °م (°ف)                                               | 5.3 (41.5)                    | 7.8 (46.0)                    | 11.4 (52.5)                   | 15.1 (59.2)                   | 19.3 (66.7)                   | 23.1 (73.6)                   | 26.2 (79.2)                   | 25.3 (77.5)                   | 22.0 (71.6)                   | 16.4 (61.5)                   | 9.9 (49.8)                    | 5.7 (42.3)                    | 15.6 (60.1)                   |
| المتوسط اليومي °م (°ف)                                                          | 1.8 (35.2)                    | 3.7 (38.7)                    | 6.4 (43.5)                    | 9.6 (49.3)                    | 13.8 (56.8)                   | 17.1 (62.8)                   | 19.8 (67.6)                   | 19.1 (66.4)                   | 16.3 (61.3)                   | 11.8 (53.2)                   | 6.1 (43.0)                    | 2.5 (36.5)                    | 10.7 (51.3)                   |
| متوسط درجة الحرارة الصغرى °م (°ف)                                               | −1.7 (28.9)                   | −0.3 (31.5)                   | 1.4 (34.5)                    | 4.2 (39.6)                    | 8.3 (46.9)                    | 11.2 (52.2)                   | 13.4 (56.1)                   | 12.9 (55.2)                   | 10.5 (50.9)                   | 7.1 (44.8)                    | 2.3 (36.1)                    | −0.8 (30.6)                   | 5.7 (42.3)                    |
| الهطول مم (إنش)                                                                 | 93.8 (3.69)                   | 86.9 (3.42)                   | 100.8 (3.97)                  | 93.9 (3.70)                   | 111.5 (4.39)                  | 98.2 (3.87)                   | 66.5 (2.62)                   | 91.6 (3.61)                   | 98.1 (3.86)                   | 102.7 (4.04)                  | 107 (4.2)                     | 102.1 (4.02)                  | 1٬153٫1 (45.40)               |
| ساعات سطوع الشمس الشهرية                                                        | 53.4                          | 81                            | 130.5                         | 167.2                         | 199.6                         | 230.9                         | 273.9                         | 236.2                         | 183.2                         | 119.9                         | 65.1                          | 46.3                          | 1٬787٫2                       |
| المصدر: Metereological data for Amberieu-en-Bugey from 1961 to 1990 August 2014 |                               |                               |                               |                               |                               |                               |                               |                               |                               |                               |                               |                               |                               |